# Meliscaeva strigifrons
Meliscaeva strigifrons är en tvåvingeart som först beskrevs av Meijere 1914.  Meliscaeva strigifrons ingår i släktet flickblomflugor, och familjen blomflugor. Inga underarter finns listade i Catalogue of Life.